# إيرين أوسبورن
إيرين أوسبورن (27 يونيو 1989 في أستراليا - ) (بالإنجليزية: Erin Osborne)‏ هي لاعبة كريكت أسترالية. شاركت مع منتخب أستراليا الوطني للكريكت. أما مع النوادي، فقد لعبت مع New South Wales Breakers ‏.

## وصلات خارجية
- إيرين أوسبورن على موقع إي آس بي آن كريك إنفو (الإنجليزية)